# Okres Sellye
Okres Sellye (maďarsky Sellyei járás) je okres v jižním Maďarsku v župě Baranya. Jeho správním centrem je město Sellye.

## Sídla
V okrese se nachází celkem 38 měst a obcí.
Města
- Sellye

Městyse
- Vajszló

Obce
| - Adorjás - Baksa - Baranyahídvég - Besence - Bogádmindszent - Bogdása - Csányoszró - Drávafok - Drávaiványi - Drávakeresztúr - Drávasztára - Felsőszentmárton | - Gilvánfa - Hegyszentmárton - Hirics - Kákics - Kemse - Kisasszonyfa - Kisszentmárton - Kórós - Lúzsok - Magyarmecske - Magyartelek - Markóc | - Marócsa - Nagycsány - Okorág - Ózdfalu - Páprád - Piskó - Sámod - Sósvertike - Tengeri - Téseny - Vejti - Zaláta |